# Okomfo Anokye
Okomfo Anokye (1655-1717 ou 1719) est le premier prêtre (Okomfo) de l'Empire Ashanti. Anokye est connu pour sa participation à l'expansion de l'empire. Il est également le codificateur de la constitution et des lois de l'empire Ashanti,.

## Biographie

### Origines et jeunesse
Okomfo Anokye est né au Ghana vers 1655. Selon la tradition d'Akuapem, il est le fils d'Ano et de Yaa Anubea, tous deux d'Awukugua dans la division Nifa de l'État d'Okere. 
Lors de sa naissance à Awukugua, on dit qu'il a apporté avec lui des cadeaux des dieux; des totems solidement accrochés à ses paumes pour que personne ne puisse les ouvrir ; et dans l'autre main il y a déjà une queue courte et blanche d'une vache.
Cette affirmation serait validée ultérieurement par Osei Tutu II lors de sa visite à Awukugua en 2014 ,.

### Fondation de l'Empire Ashanti
Quand Osei Kofi Tutu I succède au trône de l'État de Kwaaman entre environ 1680 et environ 1695 (année exacte inconnue ; bien qu'il soit définitivement Kumasehene en 1695) à la tête du petit groupe d'États forestiers Akan autour de la ville de Kumasi, qui sont déjà regroupés dans une alliance militaire. Anokye est son conseiller et grand prêtre. Tutu et Anokye, qui doivent être considérés ensemble, ont mené la politique expansionniste de leurs prédécesseurs, battant deux puissants ennemis, les Akan Domaa au nord-ouest et l'empire Denkyera au sud.
Les Ashanti ont conquis de grandes parties du Ghana au XVIIe siècle en renversant leurs puissants seigneurs, les Denkyira. Okomfo Anokye est essentiellement un clerc qui servait à rallier le peuple à la cause de son ami le roi. Anokye aurait également placé une épée au milieu de la région d'Ashanti que personne ne serait parvenu à déplacer depuis 500 ans.

### Unification du peuple Ashanti
Se débarrasser du joug Denkyira exigeait une unité puissante qui transcendait le particularisme des segments Ashanti, et Anokye employa non seulement l'influence politique de son sacerdoce mais aussi les liens spirituels qu'il engendra pour transformer l'alliance lâche Ashanti en une union "nationale" en 1695.
Anokye et Tutu ont établi des rituels et des coutumes de l'État Ashanti pour diminuer l'influence des traditions locales. Ils désignèrent Kumasi, la capitale Ashanti. Ils ont ensuite établi un conseil d'État des chefs des États préexistants admis à l'union et supprimé toutes les traditions d'origine concurrentes. Enfin, ils ont réorganisé l'armée Ashanti.

### Guerre avec les Denkyira
La guerre avec Denkyira (1699-1701) se passa mal au début, mais lorsque l'armée de Denkyira atteignit les portes de Kumasi, les incantations d'Anokye produisirent soi-disant des défections parmi leurs généraux. Les Ashanti brisèrent l'hégémonie de Denkyira et s'emparèrent de l'acte de location hollandais du château d'Elmina. Cela permit aux commerçants de l'empire d'accéder aux côtes africaines et les entraîna désormais dans le commerce et la politique de la traite côtière.

### Décès
Après la mort d'Osei Tutu en 1717, Anokye serait retourné à Akuapim et serait mort dans la ville appelée Kyirapatre à Kumase entre 1717 et 1719 (âgé de 62 à 64 ans). La véritable cause de sa mort n'est pas connue et on dit qu'il allait apporter la clé de la mort - et donc personne ne devrait pleurer ; si quelqu'un est entendu pleurer, il ne reviendra jamais. Après quelques jours, il n'est toujours pas revenu et les femmes ont pleuré et il n'est jamais revenu.

## Entre légende et Histoire
La question de son existence est régulièrement posée et Gérard Pescheux indique que le personnage et ses actions semblent relever de la légende. En effet, il n'y a aucune mention de ce personnage, apparemment essentiel à la fondation de l'Empire ashanti, dans les textes de Thomas Edward Bowdich en 1819, de Joseph Dupuis en 1824 ou de Marie-Joseph Bonnat en 1869-1874. Toutefois, Willem Bosman évoque en 1705 un féticheur qui pourrait bien correspondre à Okomfo Anokye.
Robert Sutherland Rattray évoque quant à lui un lien de parenté entre Osei Tutu et Okomfo Anokye et ferait de lui son petit-cousin. Cependant, Gérard Pescheux indique que c'est incompatible avec les liens de parentés présentés dans les différentes traditions orales et semble se rapporter à une reconstruction généalogique postérieure visant à apparenter les deux personnages historiques. Il en conclue que les deux hommes sont probablement des parents éloignés car ils n'ont pas en commun le mogya ni le ntoro qui régissent le fonctionnement des lignages matrilinéaires et patrilinéaires chez les Akan.